# Ранко Симовић
Ранко Симовић (Подгорица, 7. јун 1999) је српски кошаркаш. Игра на позицијама бека и крила, а тренутно наступа за ФМП.

## Каријера
Симовић је поникао у млађим категоријама чачанске Младости. У лето 2016. прикључио се јуниорској селекцији Црвене звезде.
Дана 19. јуна 2017. године потписао је четворогодишњи уговор са Црвеном звездом. Пред почетак сезоне 2018/19. прослеђен је на позајмицу у Вршац. Током Суперлиге Србије 2019. играо је на позајмици у ФМП-у. Крајем новембра 2019. прикључује се екипи Слободе из Ужица. Од сезоне 2020/21. поново наступа за ФМП.